# Richard d’Avranches, 2. Earl of Chester

Wappen des 2. Earl of Chester

Richard d’Avranches, 2. Earl of Chester (* 1094; † 25. November 1120 bei Barfleur (Weißes Schiff)) war ein anglo-normannischer Adliger.
Er war der einzige Sohn und Erbe von Hugh d’Avranches, 1. Earl of Chester in England und Vizegraf von Avranches in der Normandie, aus dessen Ehe mit Ermentrude von Clermont. Er war erst sieben Jahre alt, als sein Vater 1001 starb.
Aufgrund seiner Minderjährigkeit wurden seine Ländereien zunächst von einem Vormund verwaltet. Vermutlich wurde Richard bereits 1107 für volljährig erklärt und erlangte die Kontrolle über die ererbten Ländereien seines Vaters. Auf seinen englischen Ländereien in Cheshire war er insbesondere für die Grenzsicherung Englands gegenüber dem Norden von Wales zuständig.
1114 führte er gemeinsam mit dem schottischen König Alexander I. eines der anglonormannischen Heere bei dem Feldzug, den der englische König Heinrich I. gegen Gwynedd im nordwestlichen Wales und seinen Fürsten Gruffydd ap Cynan unternahm, und der ohne größere Kämpfe mit einer Unterwerfung des Walisers endete.
Im Jahr 1115 heiratete er Mathilde von Blois, Tochter des Grafen Stephan II. und der Adele von England, und somit Nichte des Königs Heinrich I.
Richard und sein unehelicher Halbbruder Ottuel ertranken beim Untergang des Weißen Schiffs am 25. November 1120 im Ärmelkanal. Mit ihm starb die Avranches-Linie der Earls of Chester aus.
Das Earldom Chester und die Vizegrafschaft Avranches gingen über seine Tante Mathilde (Maud), die Schwester seines Vaters, an deren Sohn, Richards Vetter, Ranulph le Meschin, 1. Earl of Chester.